# Nombre comercial
Un nombre comercial (en inglés Trade name ™) es un seudónimo usado por empresas para desempeñar su negocio bajo un nombre que difiere del nombre legal registrado del negocio, distinguiéndolos de otras empresas que realizan actividades similares.
Pueden formarse por el uso de nombres patronímicos, razones sociales, el nombre común recibido por la empresa, denominaciones que sean alusivas a la actividad comercial realizada y anagramas y logotipos.
En la industria farmacéutica, es el nombre que identifica el medicamento de un determinado laboratorio farmacéutico. El nombre comercial es muy distinto al nombre del principio activo del medicamento en cuyo caso se le denomina nombre genérico o Denominación Común Internacional (DCI). Algunos laboratorios fabricantes de productos genéricos utilizan como nombre comercial el nombre del "principio activo" seguido del nombre de su laboratorio.